# André Fosså Aguiluz
André Fosså Aguiluz (né le 26 mai 1991 à Oslo) est un coureur cycliste norvégien, spécialiste du BMX. En 2011, il devient le premier champion du monde du contre-la-montre en BMX,. Après son titre, il connaît une saison difficile et échoue à se qualifier pour les Jeux olympiques de Londres en 2012.

## Palmarès

### Championnats du monde
- Adélaïde 2009
  -  Médaillé d'argent du BMX juniors
- Copenhague 2011
  -  Champion du monde du contre-la-montre en BMX

### Coupe du monde
- 2009 : 56e du classement général
- 2010 : 47e du classement général
- 2011 : 53e du classement général
- 2012 : 30e du classement général
- 2013 : 111e du classement général

### Championnats d'Europe
- 2009
  -  Médaillé d'argent du BMX juniors